# 霍恩 (莱茵兰-普法尔茨州)
霍恩是德国莱茵兰-普法尔茨州的一个市镇。总面积6.86平方公里，总人口343人，其中男性165人，女性178人（2011年12月31日），人口密度50人/平方公里。